# Средно училище „Димитър Маджаров“ (Маджарово)
Средно училище „Димитър Маджаров“ е гимназия в град Маджарово, област Хасково. Създадена е през 1921 г. Патрон на училището е Димитър Маджаров. Разположено е на ул. „Петър Ангелов“ № 10. То е единственото училище на територията на община Маджарово и има статут на защитено и средищно училище. През учебната 2021/2022 година в него се обучават 142 деца и преподават 19 учители. Дългогодишен директор на училището до октомври 2021 г. е Димитър Стоянов.

## История
То е правоприемник на училището, създадено от заселилите се през 1913 г. в село Ятаджик (днес Маджарово) български бежанци от Беломорска Тракия. Въпреки тежката си съдба местните хора намират средства и през 1921 г. построяват сграда за училището. От 1951 г. то става начално училище, а година по-късно основно и приема за свой патрон името на българския войвода Димитър Маджаров. От 1996 г. е средно образователно училище (СОУ), а през 2016 г. става средно училище (СУ).